# Wanda-Hügel

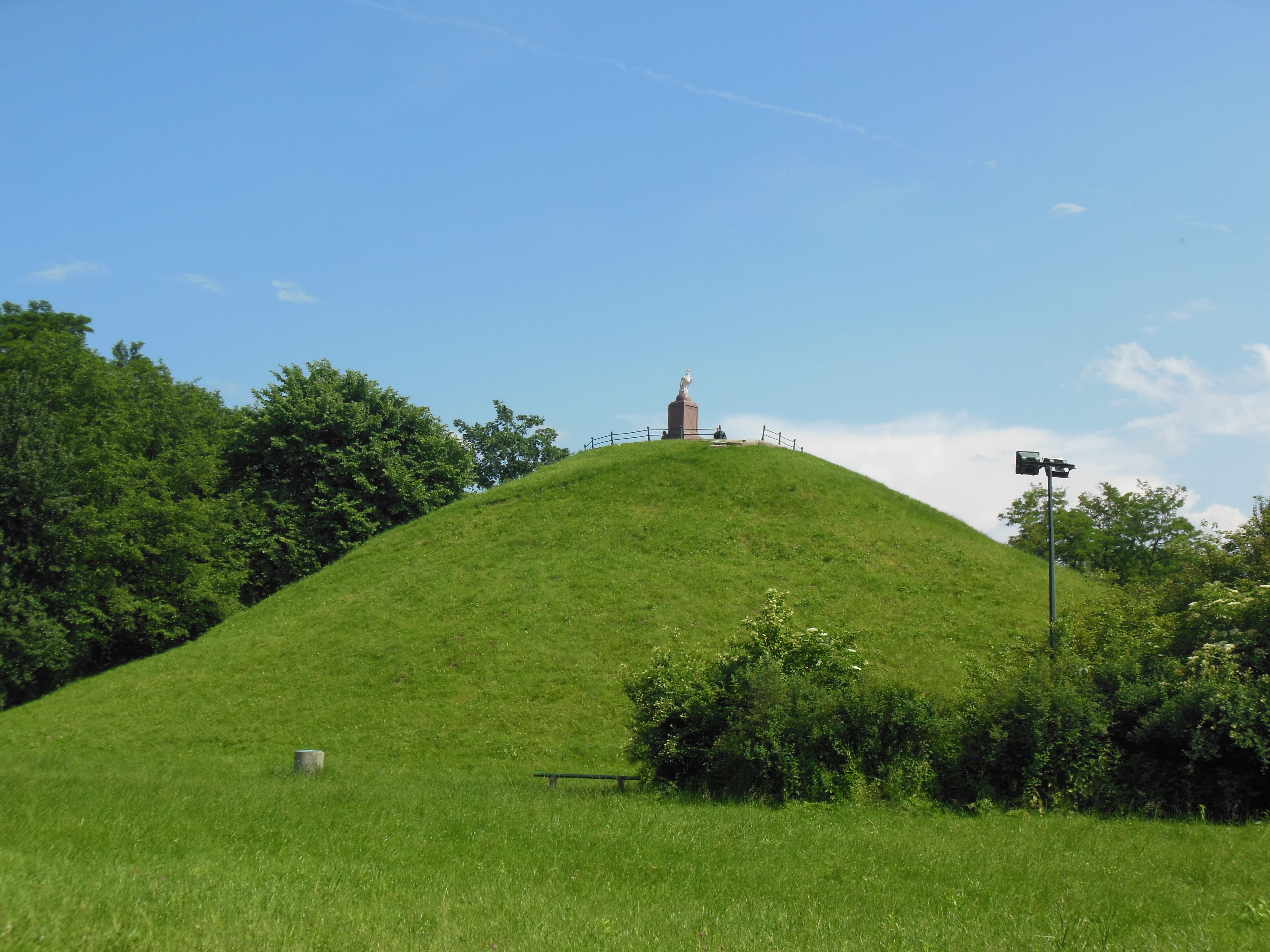
Wandahügel

Der Wanda-Hügel (polnisch Kopiec Wandy) in Krakau wurde im 7. Jahrhundert in dem späteren Ort Mogiła (zu deutsch: Grab) wahrscheinlich von den Wislanen als Grabhügel der Tochter Wanda des legendären Herrschers Krak aufgeschüttet. Seine Höhe beträgt ca. 14 Meter und sein Durchmesser 50 Meter.

## Geschichte
Der Hügel könnte awarischen, keltischen, skythischen, hunnischen oder westslawischen Ursprungs sein. In habsburgerischer Zeit wurde am Hügel ein Fort der Festung Krakau errichtet. Im 20. Jahrhundert wurde um den Hügel zahlreiche Industrieanlagen des neuen Stadtteils Nowa Huta gebaut.
Blickt man vom Wandahügel am 4. oder 6. Februar gen Westen, dann sieht man den Sonnenuntergang genau über dem Krak-Hügel. Blickt man vom Krak-Hügel am 2. oder 10. August gen Osten, dann sieht man den Sonnenaufgang genau über dem Wanda-Hügel. Diese Daten sind slawische Feste der Totenfeiern im Herbst und Frühjahr sowie Feste der Gromnica und des slawischen Gottes Perun.

Rundblick
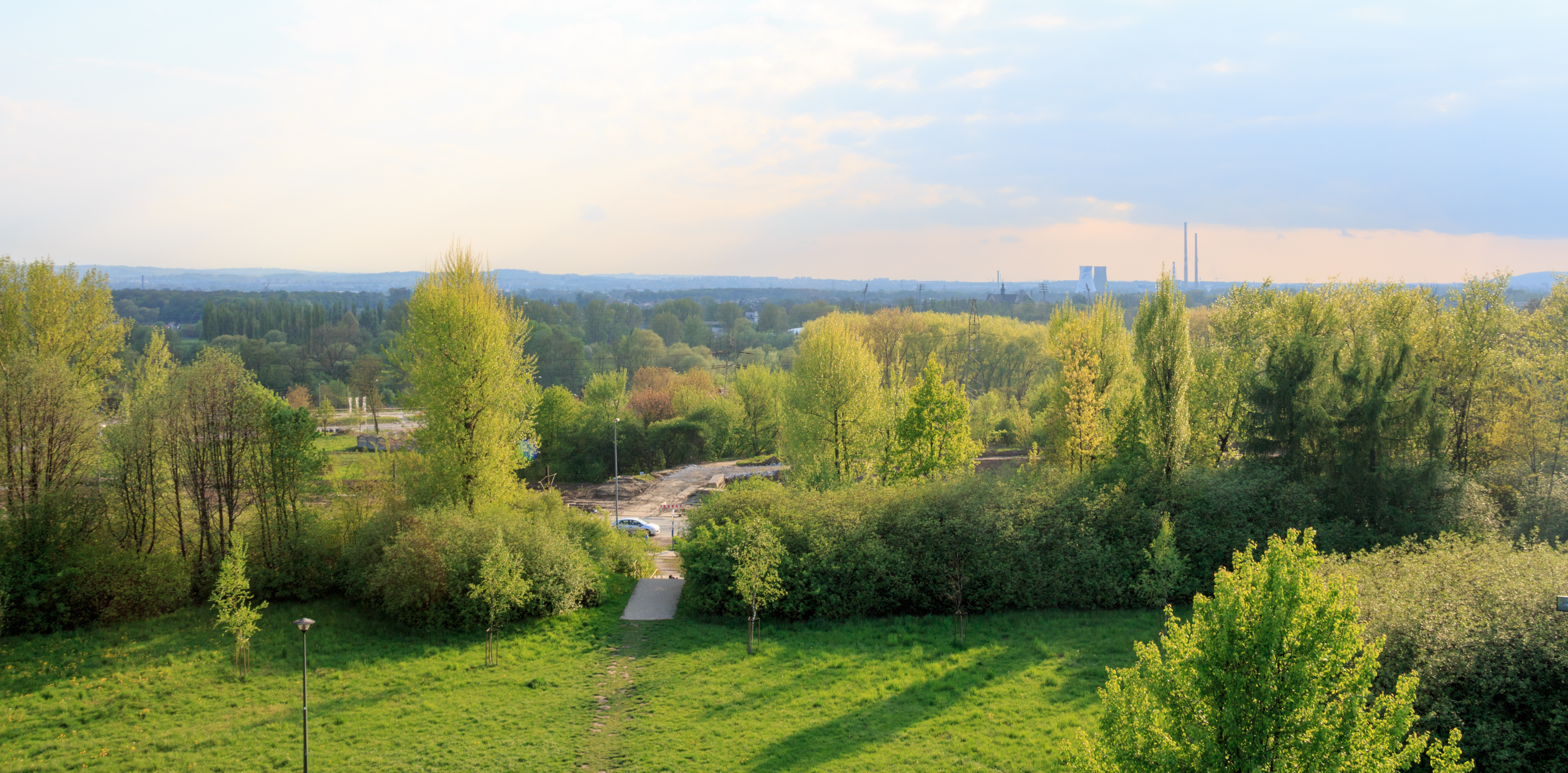
Rundblick
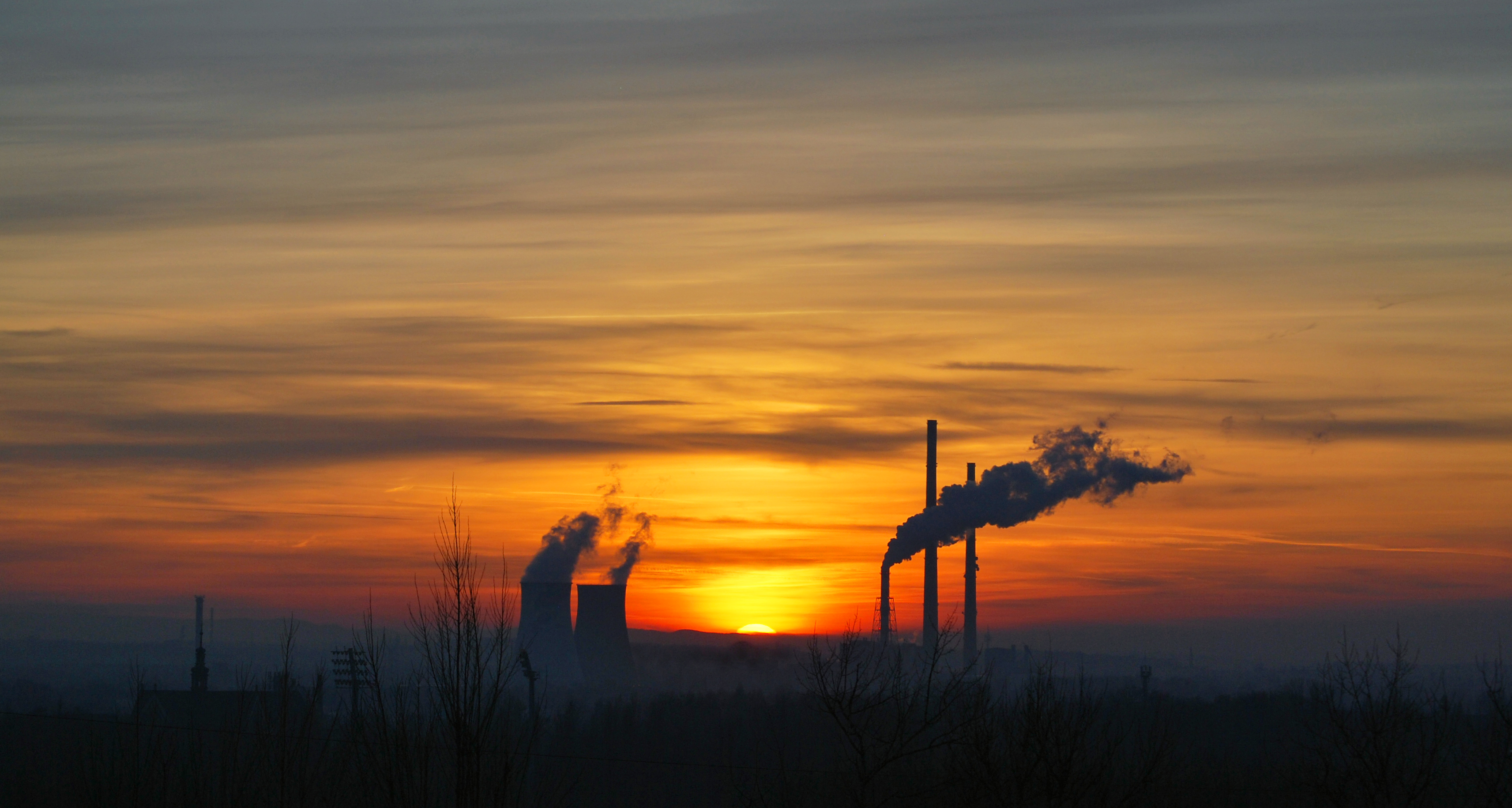
Sonnenuntergang über dem Krak-Hügel
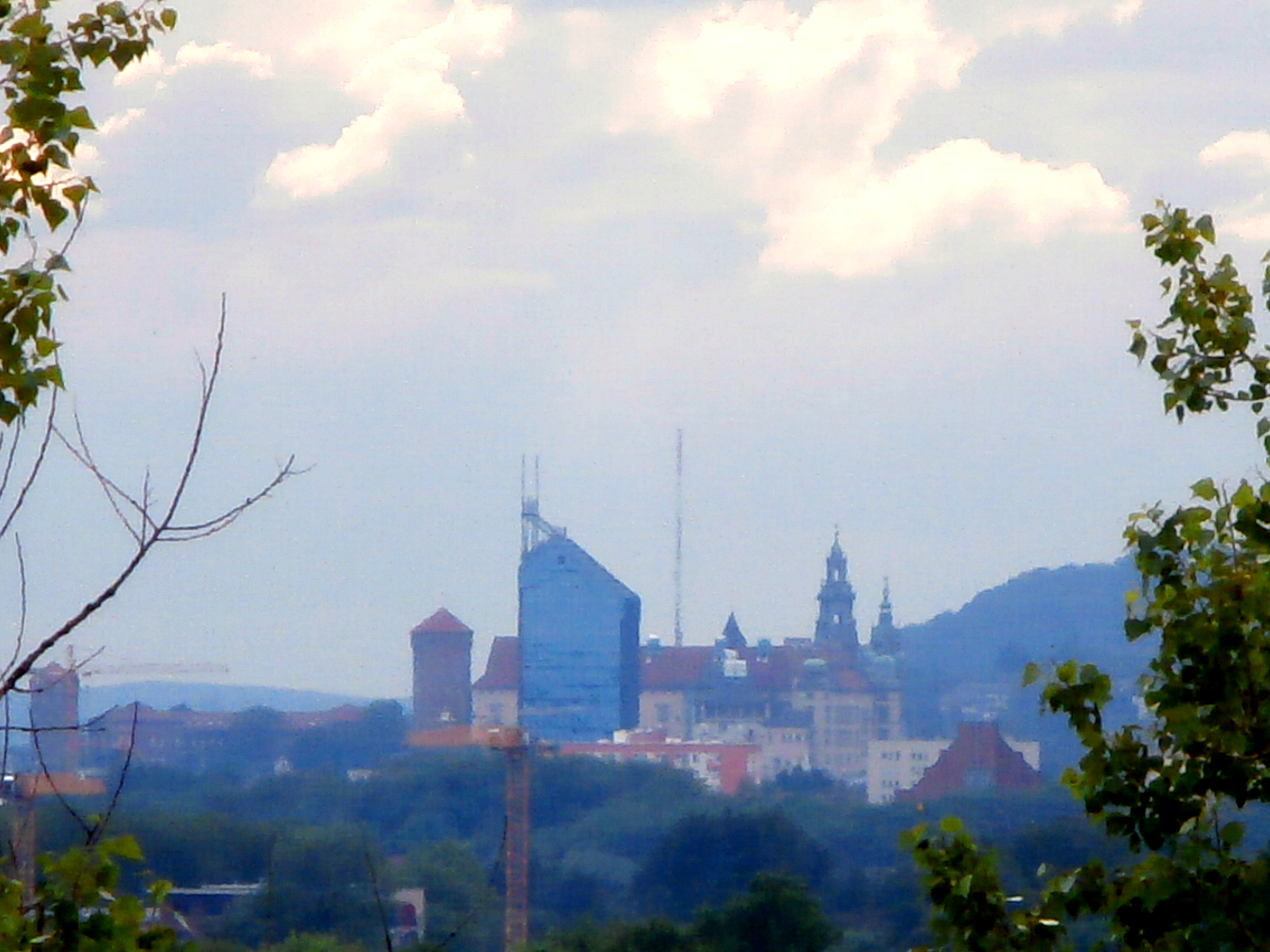
Blick auf den Wawel
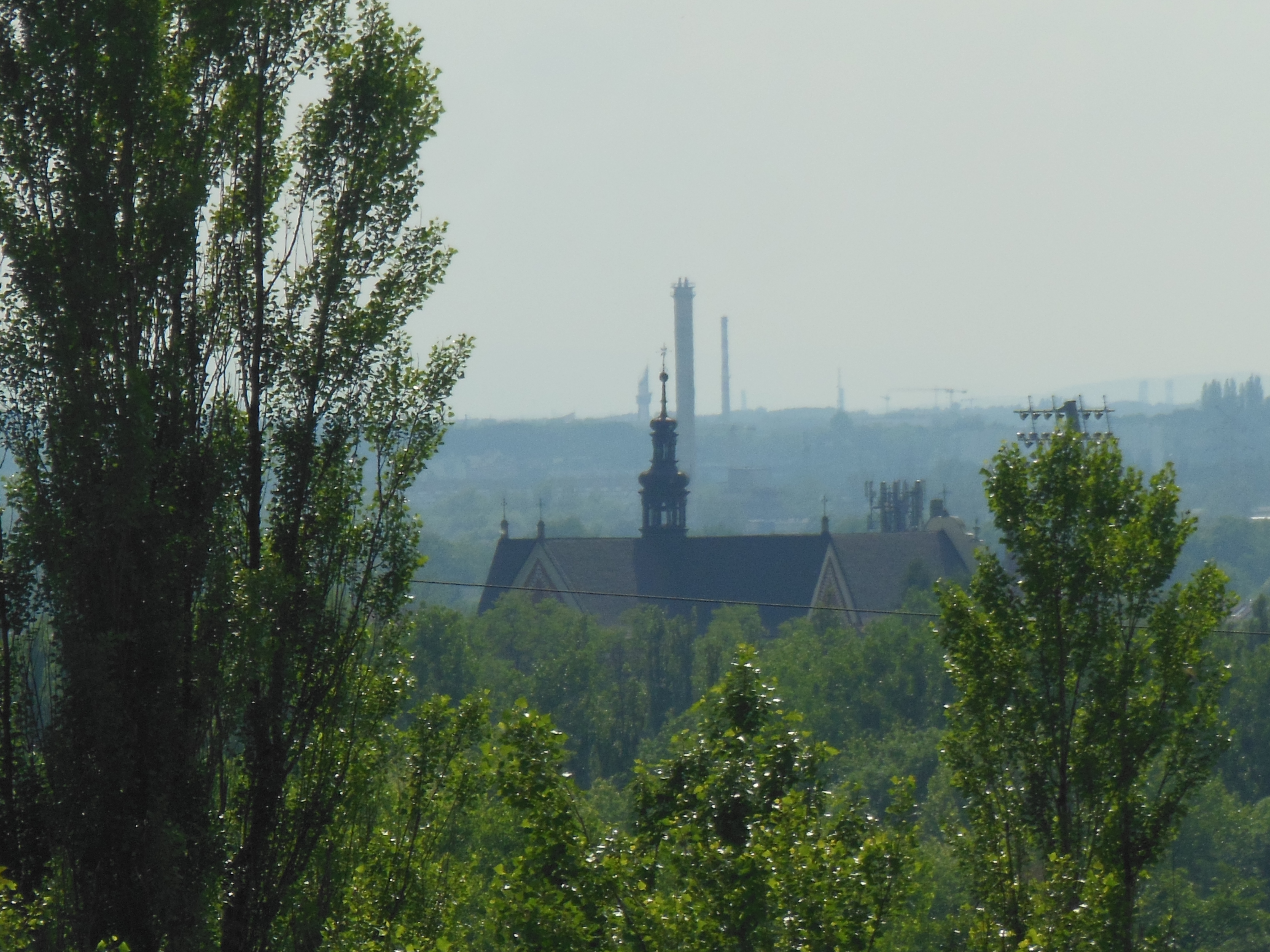
Blick auf das Kloster Mogiła
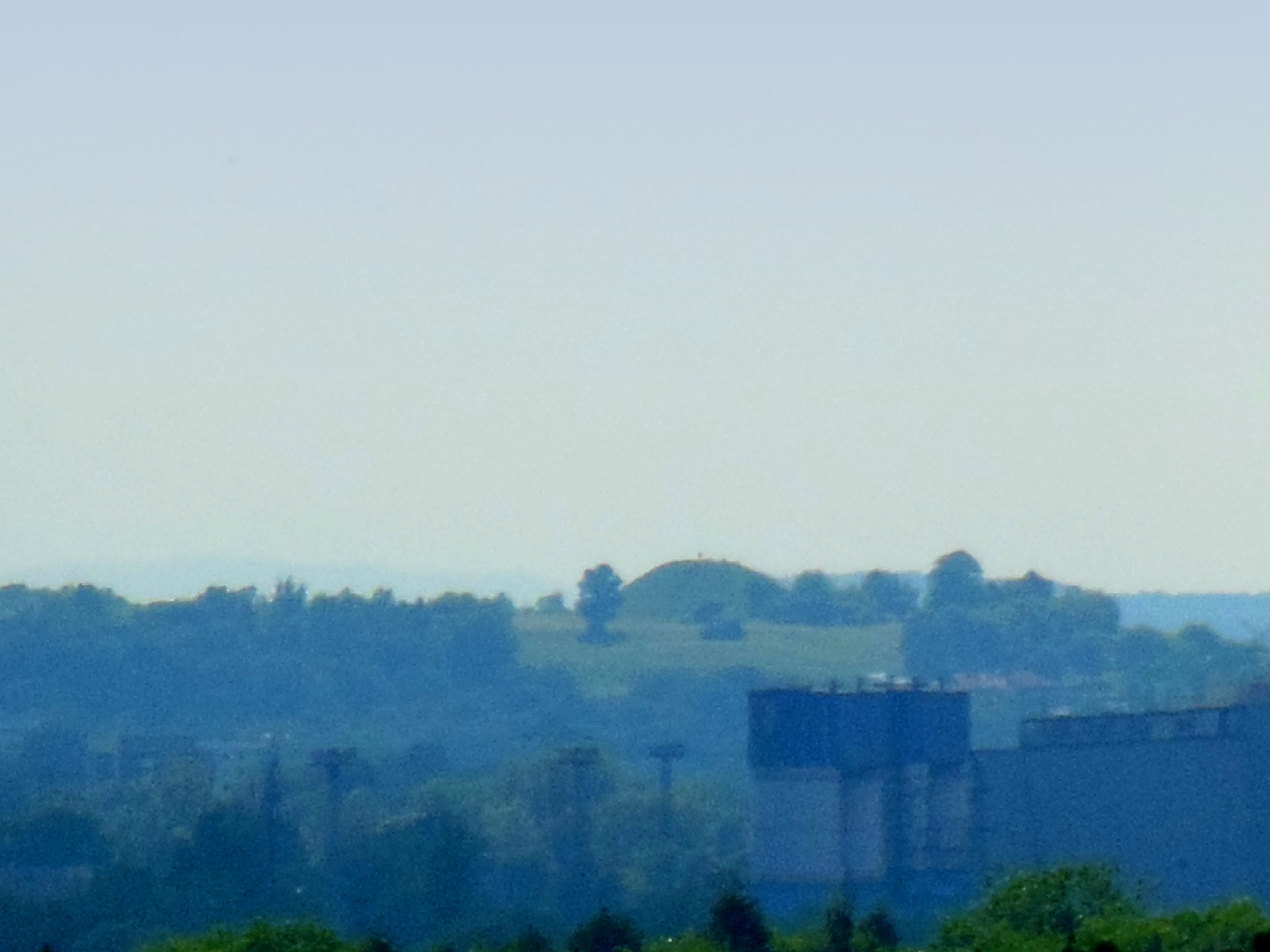
Blick auf den Krak-Hügel
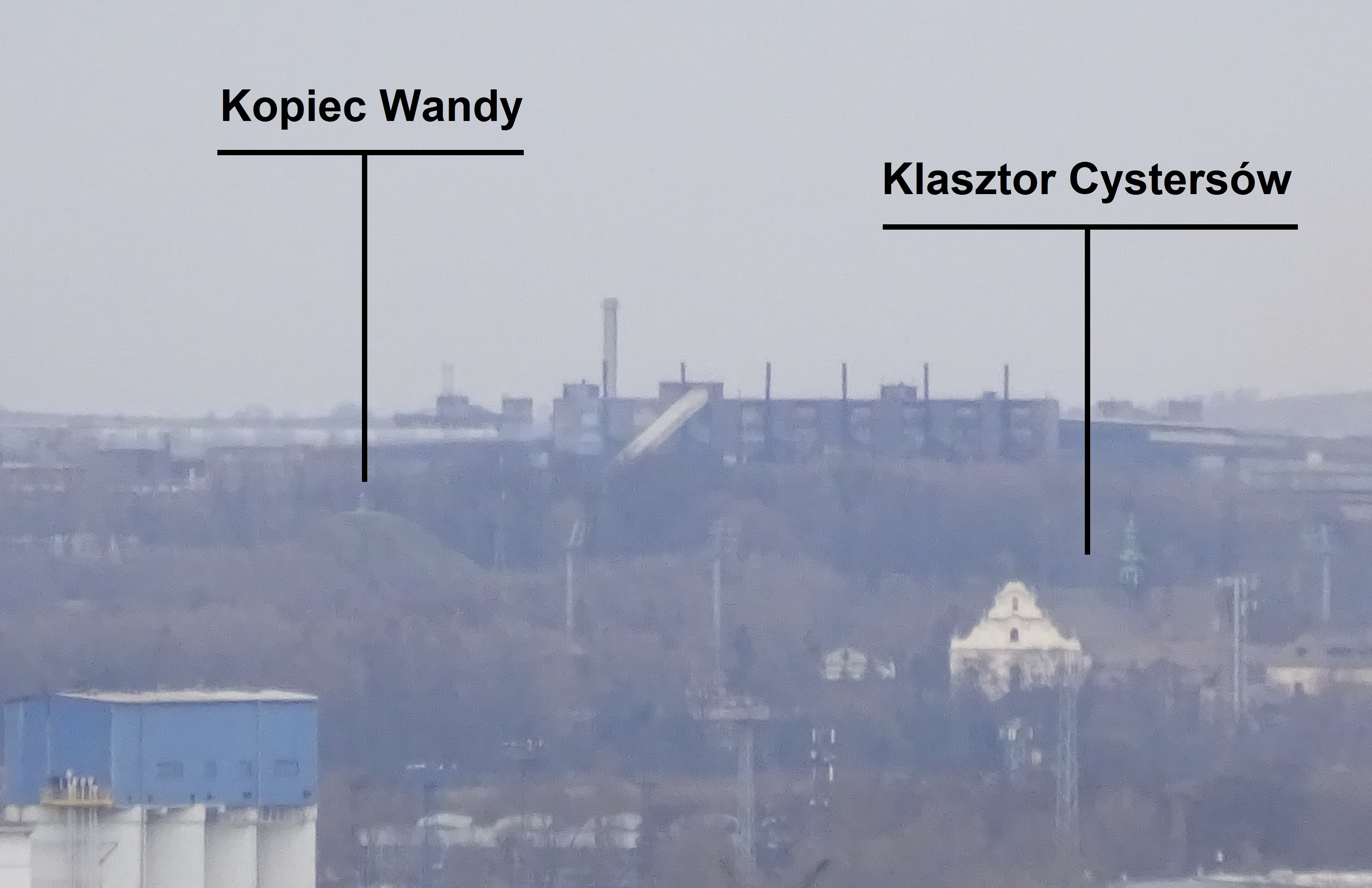
Blick vom Krak-Hügel